# Стелаж
Стела́ж (від нім. Stellage) — це універсальна і економічна конструкція для збереження і розміщення різних типів об'єктів.
Існує безліч варіантів виконання стелажів для зберігання вантажів різної ваги та об'єму. Сучасні стелажі направлені для мінімізації займаної площі і оптимізації доступу до предметів і матеріалів, що зберігаються. Найнадійнішими вважаються залізні стелажі. До їх переваг можна віднести компактність, міцність і надійність конструкції, а також можливість експлуатації протягом довгого часу.
Кожен тип стелажів має свої особливості, які залежать від матеріалу, якості покриття, дизайну, вантажопідйомності і т. д.

## Умовний поділ стелажів

### За призначенням та місцем використання
- Складські стелажі — застосовуються для зберігання будь-яких вантажів і залежно від їх ваги і габаритів мають різну конструкцію.[2]
- Архівні стелажі — використовуються для довготривалого зберігання документів в спеціально обладнаних для цього приміщеннях.
- Офісні стелажі — використовуються для зберігання різних дрібномасштабних предметів, коробок, документів, що зазвичай зберігаються в безпосередній близькості від робочого місця.
- Торгові стелажі - для оснащення торгових точок і магазинів.
- Брендові стелажі - застосовуються для певного бренду в магазинах і супермаркетах
- Стелажі для майнінгу - що дозволяє розмістити кілька майнінг-ферм на невеликій площі.
- Виставкові стелажі — включають вітрини, вітражі, стелажі, вживані в торгівлі, музеях, виставках і так далі
- Побутові стелажі — конструкції призначені для зберігання різних предметів в квартирі, на дачі, вдома, у гаражі.

Складські стелажі мають досить міцну і потужну конструкцію, яка витримує вантаж до кількох тонн. Оскільки склад зберігання товарів великих обсягів і розмірів, складські стелажі легко розбираються і збираються. Всі види конструкцій є незамінними, маючи ряд специфічних особливостей і характеристик, які підходять для різних складів. Деякі використовуються для штучної продукції в пластикових або металевих коробках, а багато з них призначені для більш громіздких і довгих вантажів.
Існують наступні типи складських стелажів:
- Фронтальні палетні стелажі — це популярний тип стелажів. Будь-які товари легко поміщаються на палетах у кілька ярусів. Палетні стелажі дозволяють зберігати великий обсяг товарів і забезпечують швидкий і легкий доступ до кожної палети.
- Поличкові стелажі — поширений тип складського обладнання, що дозволяє зберігати великі обсяги товарів. Зазвичай на полиці поміщають коробки, ящики та пачки. Обслуговується даний тип переважно вручну.
- В'їзні (глибинні, набивні) стелажі — найчастіше використовуються для складування однотипного вантажу або товарів з тривалим терміном зберігання. Навантажувач заїжджає всередину стелажу, що значно економить площу приміщення.
- Гравітаційні стелажі — система зберігання, де вантажі на палетах під силою тяжіння переміщаються від зони навантаження до зони вивантаження по роликам.
- Мезоніни (поверхові, багатоярусні) — це багаторівневі стелажі зі спеціальними робочими майданчиками і сходами, які дозволяють працювати на будь-якому рівні.
- Консольні стелажі — використовуються для зберігання довгомірних вантажів.
- Мобільні (пересувні) стелажі — це рухомі системи, які легко пересувають палетні або консольні стелажі. Найкращий варіант компактного зберігання.
- Комбіновані стелажі — поєднання різних типів стелажів в одній системі для одночасного складування різних видів товарів на піддонах і полицях.

Архівні стелажі бувають стаціонарними та пересувними. Вони призначені для зберігання документації у банках, офісах, бібліотеках, лікарнях та на підприємствах. Стаціонарні системи являють собою класичні поличкові стелажі з полицями і вільним двостороннім доступом до них. Це найпростіше рішення, оскільки вони легкі у монтажі та обслуговуванні, дозволяють вигідно економити простір архіву.
В офісах набули поширення універсальні сталеві стелажі, які призначені для зберігання вантажів на складах. Адже в офісних приміщеннях на них чудово поміщається оргтехніка, документація та приладдя.
Виставковий стелаж — це багатоярусна конструкція, призначена для зберігання та презентації різних товарів. Використання стелажів даного типу дає можливість представити велику кількість продукції на невеликій площі.

### За типом пристрою
- Універсальні стелажі — поличні стелажі, які застосовуються як складські, архівні, офісні і пересувні стелажі.
- Пересувні стелажі — призначені для організації або переоснащення архівних приміщень.
- Вантажні стелажі — використовуються для зберігання вантажів на стандартних піддонах, в контейнерах різних модифікацій і розмірів, а також на металевих сітчастих і фанерних настилах.
- Консольні стелажі — застосовуються для зберігання довгомірних вантажів (дошки, профілі, труби, куточок, брус і ін.)
- Автоматизовані стелажі — це оптимальне рішення для зберігання широкої номенклатури товарів, контролю продукції, її ідентифікації і транспортування.